# Clan MacLeod
Pour les articles homonymes, voir MacLeod.
Le clan MacLeod (prononcer « Leod » comme le mot anglais loud) est un clan écossais des Highlands et plus particulièrement rattaché à l'île de Skye. Il existe deux principales branches du clan :
- les MacLeod de Harris et de Dunvegan, dont le chef est MacLeod de MacLeod, en gaélique écossais les Siol Tormoid (« semences de Tormod ») ;
- les MacLeod de Lewis (en), dont le chef est MacLeod de Lewes, en gaélique écossais les Siol Torcaill (« semences de Torcall »). Les deux branches se disent descendantes de Leod, qui vécut au XIIIe siècle.

## Origines

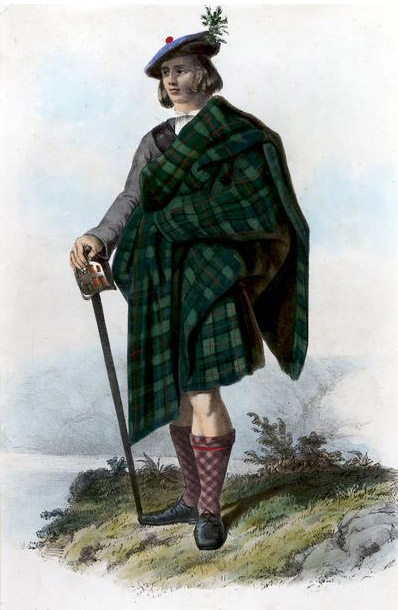
Description romantique d'un McLeod par R. R. McIan en 1845.

Arms du chef du Clan MacLeod, le MacLeod de MacLeod.

Le patronyme MacLeod veut dire « fils de Leod ». Le nom Leod est une anglicisation du nom écossais Leòd. Clann voulant dire famille, le clan MacLeod est « la famille du fils de Leod ».
Le Clan MacLeod de Lewis affirme descendre de Leod qui, selon la tradition MacLeod, était le plus jeune fils d'Olaf II, roi de Mann (v. 1229-1237), toutefois inconnu en dehors du clan. Leod laisse deux fils, Tormod fondateur de Siol Tormoid, les MacLeod de MacLeod et Harris, et Torquil fondateur du Siol Torcaill, les MacLeod de Lewis.
Toutefois, des articles publiés dans la revue du clan MacLeod suggèrent une autre généalogie pour Leod, dans laquelle il ne serait plus le fils d'Olaf, mais un cousin troisième (ou moins) de Magnus, le dernier roi de Man. Cette généalogie alternative, due à Christina MacLeod, descendante en ligne directe de Leod, donne à penser que la relation des MacLeod avec les rois de Man s'est faite par une lignée féminine, celle de Helga « à la belle chevelure ».

## Histoire
Le Siol Tormoid est un soutien de Robert Bruce pendant la première des guerres d'indépendance de l'Écosse. Malcolm, fils de Tormod, reçoit en 1343 une charte de David II d'Écosse qui lui concède les terres de Glenelg (en). John MacLeod de MacLeod, dit « Fierce Ian », combat en 1411 au côté du Seigneur des Îles Donald MacDonald d'Islay lors de la bataille de Harlaw. Le 8e chef du Clan, Alasdair Crottach MacLeod de Dunvegan (mort en 1547), fondateur de la Fairy Tower à Dunvegan repose dans un superbe tombeau dans l'église de Saint-Clément à Rodel.
Un autre chef, Sir Rory Mor MacLeod, 15e chef du Clan, est fait en 1613 chevalier à Londres par Jacques VI d'Écosse. Les MacLeod, partisans des rois Charles Ier et Charles II d'Angleterre, sont presque anéantis en 1651 lors de la bataille de Worcester. Ils ne jouèrent qu'un petit rôle lors du soulèvement jacobite de 1715, et bien que des membres du clan aient encore participé à celui de 1745, le chef du clan s'en est tenu écarté.

## Septs du clan
Les septs sont des clans ou des familles placés sous la protection d'un clan ou d'une famille plus puissante. Les clans écossais sont en grande partie des rassemblements de différentes familles qui ont fait allégeance à un chef commun. Les noms suivants, selon les sociétés associées au clan MacLeod, sont attribués comme septs au Clan MacLeod (de Dunvegan et Harris). Il existe également un certain nombre d'autres septs attribués au Clan Macleod de Lewes.
| Noms | Notes                                        |
| --- | -------------------------------------------- |
| Beaton, Betha, Bethune, Beton.                                                                          | Il existe aussi un clan Bethune indépendant. |
| Harald, Haraldson, Harold, Harrold, Herrald, MacHarold, MacRalte, MacRaild.                             |                                              |
| Andie, MacAndie, MacHandie, MacKande, MacKandy, Makcandy.                                               |                                              |
| MacCaig, MacCoig, MacCowig, MacCrivag, MacCuaig, MacKaig, MacQuigg.                                     |                                              |
| MacAlear, MacClewer, MacClure, MacLeur, MacLewer, MacLur, MacLure.                                      |                                              |
| Cremmon, Crimmon, Griman, Grimman, Grimmond, MacCrimmon, MacCrummen, MacGrimman, MacGrymmen, MacRimmon. | Voir MacCrimmon.                             |
| MacKilliam, MacKullie, MacWilliam, MacWilliams, MacWillie, MacWylie, McCullie, Williamson.              | Aussi attribué au Clan Gunn.                 |
| Norman, Normand, Norval, Norwell, Tormud.                                                               |                                              |

## Dans la fiction
Dans l'univers de fiction Highlander, les personnages principaux, Connor et Duncan MacLeod sont censés être issus du clan MacLeod, et en sont chassés tous deux.
Dans la série télévisée Supernatural, le démon Crowley se nommait Fergus MacLeod du temps où il était humain.
Dans la saga Les MacCoy d’Alexiane Thill, la protagoniste principale se nomme Phèdre MacLeod, lady of Dunvegan.